# Zvonimir Pužar
Zvonimir Pužar (Zajezda, 30. siječnja 1875. – Zagreb, 13. travnja 1926.), hrvatski pučki pisac i socijalni radnik. Pisao je povijesne pripovijetke i romane domoljubnog karaktera.
Otac koji je bio učitelj, rano je umro pa je učio tipografski zanat u Križevcima kod Gustava Neuberga, da bi onda bio desna ruka požeškom profesoru Marku Kuntariću, koji je uređivao Glasnik Županije požeške.
Godine 1912. Zvonimir Pužar, krijući se kasnije pod pseudonimom Pajdaš Zvonko iz Vupoglave (prema mjestu Lupoglav pored Dugog Sela, gdje Zvonimir odrasta), sabire, sastavlja i priređuje cjelovito izdanje "Križevačkih štatuta" koji su potom tiskani u Križevcima u tiskari Gustava Neuberga.
Kao vojni obveznik obolio je na fronti u Karpatima te je bio smješten u pričuvnoj bolnici u Križevcima kao administrator. Rezultat tog ponovnog Pužarevoga boravka u Križevcima bilo je obogaćivanje Hrvatskog ratnog kalendara kvalitetnim tekstovima o Prvom svjetskom ratu. Godine 1915. tu je objavio, u dva izdanja, priloge Rat za slobodu Balkana, a zatim u godinama 1912. – 1913. i prilog Junačke i krvave crtice iz balkanskog ratišta. U tim je radovima obradio balkanske ratove, opisavši prvi kao oslobodilački za slavenske narode, a drugi nazvavši osvajačkim.
Pužar je od godine 1917. pa do smrti 1926. godine radio na poslovima zbrinjavanja potrebite djece, posebice palih hrvatskih vojnika, i to kao pomoćnik dr. Đure Basaričeka, koji je 1916. imenovan u Zagrebu za tajnika Središnjeg zemaljskog odbora za zaštitu porodica mobiliziranih i u ratu palih vojnika iz Hrvatske i Slavonije.
Radio je i u Prosvjetnom savezu Istranina Frana Novljana i kao blagajnik u Društvu apstinenata. Bio je i potpredsjednik Seljačke sloge Rudolfa Hercega koja je izniknula iz krila Seljačke zaštite 11. listopada 1925. godine.
Pužar je sve do godine 1923., kada je u Križevcima izašao zadnji broj Hrvatskog ratnog kalendara uspijevao napisati poneki tekst, uvijek na temu rata i ratova, i to u južnoslavenskom tonu tada još prilično karakterističnom za ondašnju hrvatsku političku svakodnevicu.
Radeći na zbrinjavanju djece i socijalnom poslu, Pužar je godine 1925. odlikovan, zajedno s dr. Josipom Silovićem, predsjednikom Narodne zaštite i dr. Đurom Basaričekom.

## Djela
- "„Poviest Križevaca s običajima u gradu i okolici”,
- „Seljačka buna u okolici Križevaca 1755”,
- „Osveta na Kalnik-gradu”,
- „Križevačka ljepotica”,
- „Na život i smrt ili žrtva osvete”
- „Drugi rat na Balkanu” i dr.

## Vanjske poveznice
- Djela Zvonimira Pužara katalogizirana u Nacionalnoj i sveučilišnoj knjižnici u Zagrebu[neaktivna poveznica]
- urednik: Zvonimir Pužar (Zajezda, 1875. – Zagreb, 13. travnja 1926.). Križevački vremeplov, prigorski.hr, 13. travnja 2016.